# ناحیه سیداما
ناحیه سیداما (به لاتین: Sidama Region) یک منطقهٔ مسکونی در اتیوپی است که در اتیوپی واقع شده‌است. ناحیه سیداما ۶٬۰۰۰ کیلومتر مربع مساحت و ۴٬۲۰۰٬۰۰۰ نفر جمعیت دارد.